# 夏里亞賓牛排
夏里亞賓牛排（日语：シャリアピンステーキ）是一道牛排洋食料理，以俄國歌劇演唱家費多爾·夏里亞賓命名，為日本帝國飯店原創的招牌菜餚。夏里亞賓牛排的特徵是使用大量洋蔥作烹調，其肉質極為軟嫩，香氣馥郁。

## 緣起
1934年，俄羅斯歌劇男低音歌唱家費多爾・夏里亞賓訪日下榻帝國飯店。夏里亞賓雖當時正受牙痛所苦而無法咀嚼硬物，卻欲享用其鍾愛的牛排，於是希望帝國飯店為其創作「軟嫩的牛排」料理。當時飯店餐廳「New Grill」大廚筒井福夫以壽喜燒為原型，將牛腿排以洋蔥醃漬變軟後煎封，並在表面覆上大量煸炒過的細洋蔥末取代牛排醬，創作出一道揉合和洋風味的牛排料理。及後夏里亞賓於1936年再度訪日演出下榻帝國飯店時，時任飯店總經理犬丸徹三向夏氏提議將該料理以其命名獲得爽快首肯。此後，該料理作為「夏里亞賓牛排」成帝國飯店遠近馳名的經典菜餚，成為一時佳話。

## 流行文化

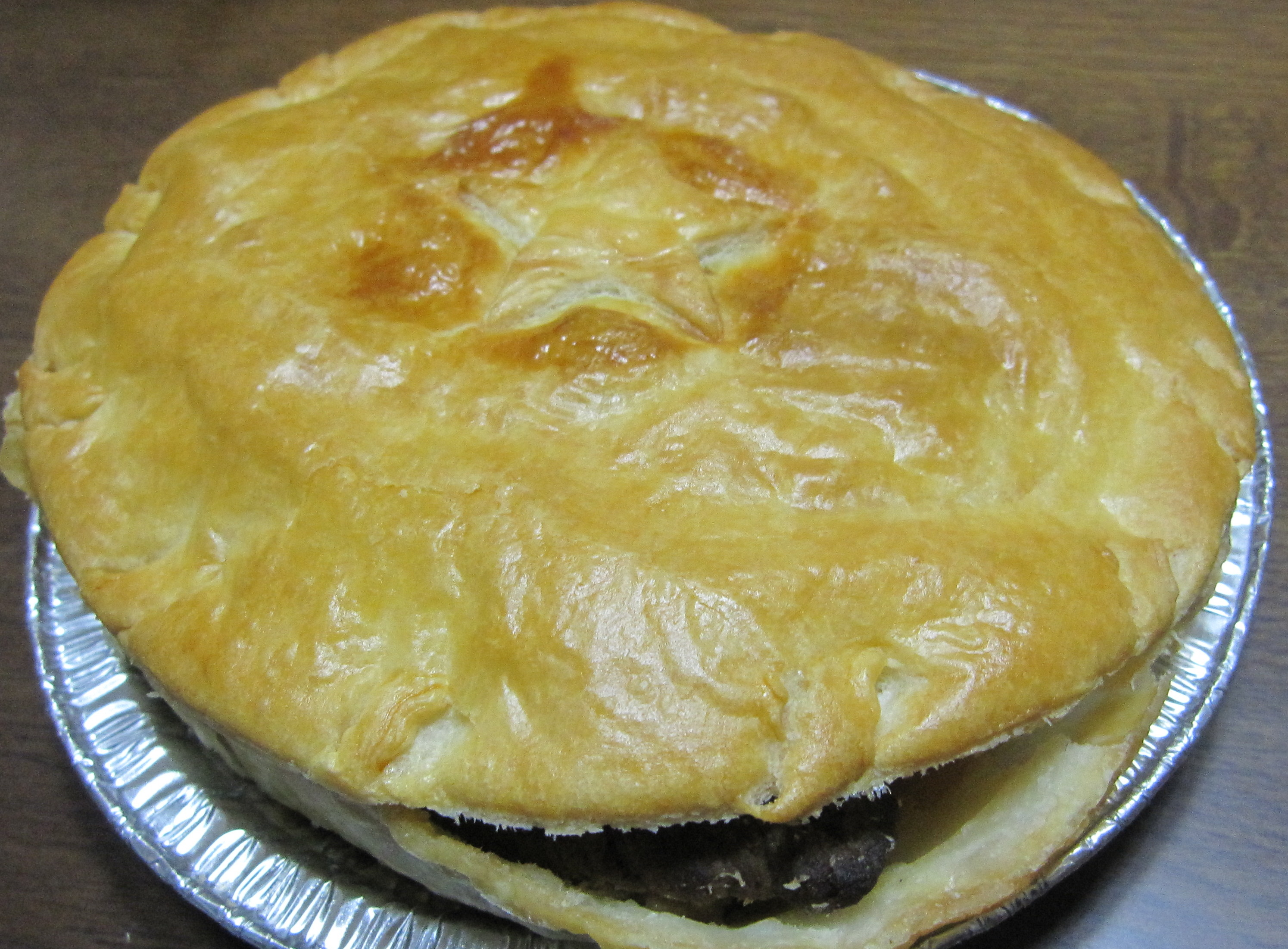
日本帝国饭店的夏里亚宾派，是用夏里亚宾牛排做为肉馅的派

夏里亞賓牛排作為日本近代原創料理，原本在海外地區知名度較低。日本有不少漫畫家在作品內將夏里亞賓牛排重現，諸如《炒翻天》、《妙廚老爹》等。近年在《食戟之靈》動畫化作品中，主角幸平創真在一次對決中以夏里亞賓牛排為原型創作出「夏里亞賓牛排丼飯」贏得比賽，經網路傳播掀起一股「夏里亞賓牛排風潮」。

## 外部連結
- YouTube上的帝國飯店行政總廚客座台北西華飯店時的相關採訪（繁體中文）